# كريستيان برنارد
كريستيان برنارد (8 نوفمبر 1922 - 2 سبتمبر 2001) (بالإنجليزية: Christiaan Barnard) جراح قلب جنوب إفريقي أجرى أول عملية زرع قلب في العالم في 3 ديسمبر 1967 م، والتي دامت لتسع ساعات ونصف بمعاونة من فريق طبي متكون من ثلاثين شخصًا، وذلك بنقل قلب امرأة توفيت أثناء حادث سير إلى رجل في الخامسة والخمسين يعاني من مرض السكري، وقد نجحت العملية، ولكن الرجل توفي بعد 18 يومًا.
كانت الأدوية المُضادة للرفض عاملًا مُساهمًا كبيرًا في كبت جهازه المناعي. كان برنارد قد قال إلى السيد والسيدة واشكانسكي إن احتمال نجاح العملية يبلغ 80%، وهو الادعاء الذي انتُقد لكونه مُضللًا. عاش مريض الزرع الثاني لبرنارد واسمه فيليب بلايبيرغ الذي أُجريت عمليته في بداية عام 1968، عاش لمدة سنة ونصف واستطاع الذهاب إلى البيت من المستشفى.
وُلد في بيفورت ويست، مقاطعة كيب، ودرس برنارد الطب ومارسه لعدة سنوات في بلده الأم جنوب إفريقيا. طوَّر برنارد علاجًا لخلل الرتق المعوي لدى الأطفال كطبيب شاب يُجري تجارب على الكلاب. أنقذت تقنيته حياة عشرة أطفال في كيب تاون وتبناها جرّاحون في بريطانيا والولايات المتحدة. سافر عام 1955 إلى الولايات المتحدة وخصص له أوين هاردينغ وانغنستين المزيد من العمل المتعلق بالجهاز الهضمي. عُرِّف على آلة القلب-الرئة، وسُمح لبرنارد بالانتقال إلى الخدمة المُدارة من قبل رائد جراحة القلب المفتوح والت ليليهي. بعد العودة إلى جنوب أفريقيا عام 1958، عُين برنارد رئيسًا لقسم الجراحة التجريبية في مستشفى جروت شور، كيب تاون.
تقاعد كرئيس لقسم الجراحة القلبية في كيب تاون عام 1983 بعد إصابته بمرض التهاب المفاصل الروماتويدي في يديه والذي أنهى مهنته كجرّاح. أصبح مهتمًا بالبحوث المُضادة للشيخوخة، وعانت سمعته عام 1986 عندما روَّج لغلايسيل، وهو كريم للبشرة «مُضاد للشيخوخة»، سُحبت الموافقة عليه من قبل إدارة الدواء والغذاء في الولايات المتحدة بعدها بفترة قصيرة. خلال سنواته الباقية، أسس مؤسسة كرستيان برنارد، المُكرَّسة لمساعدة الأطفال المحرومين في العالم. توفي عام 2001 وعمره 78 سنة بعد نوبة ربو.

## مطلع حياته
تربى برنارد في بيوفورت ويست، مقاطعة كيب، اتحاد جنوب إفريقيا. كان والده آدم برنارد قسًا في الكنيسة البروتستانتية الهولندية. كان أحد أخوته الأربعة أبراهام «طفلًا أزرق» توفي بسبب مشاكل في القلب وعمره ثلاث سنوات (اكتشف برنارد لاحقًا أن السبب الوفاة كان رباعية فالو). عانت العائلة أيضًا من فقدان ابنتهم التي وُلدت متوفية والتي كانت الشقيقة التوأم لأخ برنارد الكبير يوهانس، والذي كان أكبر من كريس باثنتي عشرة سنة. قُبل برنارد في الجامعة من ثانوية بيوفورت ويست عام 1940، وذهب ليدرس الطب في كلية طب جامعة كيب تاون، حيث حصل على بكالوريوس الطب والجراحة عام 1945.
عمل والده كمُبشر للأشخاص مختلطي الأعراق. غرست والدته المذكورة سابقًا، ماريا إليزابيث دو سوارت في الإخوان الناجين معتقد أن بإمكانهم فعل أي شيء يضعونه في أذانهم.

## حياته المهنية
أكمل برنارد فترة تدريبه وإقامته الدورية في مستشفى جروت شور في كيب تاون، وعمل بعدها كطبيب ممارس عام في سيريس، بلدة ريفية في مقاطعة كيب. عاد عام 1951 إلى كيب تاون حيث عمل في مستشفى المدينة كمسؤول مقيم طبي أقدم، وفي قسم الطب في مستشفى جروت شور كأمين السجلات. حصل على شهادة الماجستير في الطب عام 1953 من جامعة كيب تاون. وحصل في نفس السنة على الدكتوراه في الطب (أم دي) من نفس الجامعة لأطروحة بعنوان «معالجة التهاب السحايا السلي».
أجرى برنارد تجارب بحثية على الكلاب عن الرتق المعوي بعد أن أصبح طبيبًا بفترة قصيرة، والرتق المعوي هو عيب ولادي يؤدي إلى تكوُّن فجوات مُهددة للحياة في الأمعاء. قرر أن يتَّبع حدسه الطبي القائل بأن سبب المرض هو جريان غير كافٍ للدم إلى الجنين. بعد تسعة أشهر وثلاث وأربعين محاولة، استطاع برنارد إعادة خلق هذه الحالة في جنين جرو عن طريق تقييد بعض من إمدادات الدم إلى أمعاء الجرو ومن ثم وضع الحيوان في الرحم مجددًا، وولد لاحقًا بعدها بأسبوعين، ولديه مرض الرتق المعوي. استطاع علاج الحالة عن طريق إزالة قطعة من الأمعاء التي يجري فيها الدم بشكل غير كافٍ. كان خطأ الجرّاحين السابقين هو محاولة إعادة ربط نهايات الأمعاء التي كانت هي نفسها تعاني من جريان الدم غير الكافي. لنجاح العملية، كان من الضروري عادةً إزالة بين 15 إلى 20 سنتيمترًا من الأمعاء (6 إلى 7 إنش). استعمل جاني لو هذا الابتكار في إطار سريري، وأنقذت طريقة برنارد حياة عشرة أطفال في كيب تاون. تبنى هذه التقنية جرّاحون في بريطانيا والولايات المتحدة. بالإضافة إلى ذلك، حلل برنارد 259 حالة لالتهاب السحايا السلي.
أُعجب أوين وانغنستين في مينيسوتا بعمل آلن ثال، وهو طبيب جنوب إفريقي يعمل في مينيسوتا. طَلب من رئيس قسم الطب في مستشفى جروت شور جون بروك أن يُزكي له جنوب أفريقيين موهوبين بشكل مماثل وبروك زكّى برنارد. سافر برنارد إلى جامعة مينيسوتا، مينيابوليس في ديسمبر عام 1955، الولايات المتحدة، ليبدأ منحة لمدة سنتين تحت إشراف رئيس قسم الجراحة وانغنستين، الذي أعطى لبرنارد عملًا أكثر على الأمعاء، وقَبل برنارد بهذا على الرغم من رغبته في الانتقال إلى شيء جديد. ببساطة وعن طريق الحظ، متى ما احتاج برنارد استراحة من هذا العمل، كان يستطيع التجول في القاعة والتحدث إلى فينس غوت الذي كان يدير مختبر جراحة القلب المفتوح للرائد في هذا المجال والت ليليهي. كان غوت قد بدأ بتطوير تقنية لجريان الدم عكسيًا في أوردة القلب ليتمكن ليليهي من العمل بشكل أسهل على الصمام الأبهري (يكتب مكراي، «كان نوعًا من التفكير الملهِم الذي فتن برنارد»). في مارس عام 1956، طَلب غوت من برنارد مساعدته في تشغيل آلة القلب-الرئة لإحدى العمليات. بعد ذلك بقليل، وافق وانغنستين على السماح لبرنارد بالعمل مع ليليهي. تعرف برنارد في هذا الوقت لأول مرة على زميله المستقبلي جرّاح زرع القلب نورمان شومواي. أصبح برنارد أيضًا صديقًا لغيل كامبيل الذي بين أن بالإمكان استعمال رئة الكلب لأكسجة الدم خلال جراحة القلب المفتوح. (في السنة السابقة لوصول برنارد، استعمل ليليهي وكامبيل هذا الإجراء لعشرين دقيقة خلال إجراء الجراحة على صبي عمره 13 سنة يعاني من عيب في الحاجز البطيني، وشُفي الصبي بشكل كامل). كان برنارد وكامبيل يلتقيان بشكل منتظم للفطور المبكر. حصل برنارد عام 1958 على شهادة ماجستير العلوم في الجراحة لأطروحته بعنوان «الصمام الأبهري - مشاكل في تصنيع واختبار الصمام الاصطناعي». حصل على شهادة الدكتوراه في نفس السنة لأطروحته بعنوان «المسببات المرضية لرتق الأمعاء الخلقي». وصف برنارد السنتين التين قضاهما في الولايات المتحدة بقوله «أكثر الأوقات إدهاشًا في حياتي».
بعد عودته إلى جنوب أفريقيا عام 1958، عُين برنارد كرئيس لقسم الجراحة التجريبية في مستشفى جروت شور، مع شغله لمنصب مشترك في جامعة كيب تاون. تمت ترقيته إلى مُحاضر بدوام كامل ومُدير البحث الجراحي في جامعة كيب تاون. سافر إلى موسكو عام 1960 لكي يلتقي بفلاديمير ديميكوف، وهو خبير في زراعة الأعضاء (نَسب الفضل لاحقًا لإنجاز ديميكوف قائلًا «إذا كان هنالك أب لزرع القلب والرئة فإن ديميكوف يستحق هذا اللقب بالتأكيد»). عُين في عام 1961 رئيسًا لقسم الجراحة القلبية في المستشفيات التعليمية لجامعة كيب تاون. ترقّى إلى منصب أستاذ مساعد في قسم الجراحة في جامعة كيب تاون عام 1962. أصبح أخ برنارد الأصغر ماريو الذي درس الطب أيضًا اليد اليمنى لبرنارد في قسم الجراحة القلبية. مع الوقت، أصبح برنارد معروفًا بالجراح العبقري مع إسهاماته العديدة في معالجة الأمراض القلبية، مثل رباعية فالو وشذوذ إبشتاين. رُقّيَ إلى أستاذ في العلوم الجراحية في قسم الجراحة في جامعة كيب تاون عام 1972. أصبح برنارد عام 1981 عضوًا مؤسسًا للمجلس الثقافي العالمي. من بين الجوائز العديدة التي استلمها على مر السنين، فقد حصل على لقب أستاذ إيميرتوس عام 1984.

## وصلات خارجية
- كريستيان برنارد على موقع أرشيف الشارخ.
- كريستيان برنارد على موقع IMDb (الإنجليزية)
- كريستيان برنارد على موقع الموسوعة البريطانية (الإنجليزية)
- كريستيان برنارد على موقع مونزينجر (الألمانية)
- كريستيان برنارد على موقع ميوزك برينز (الإنجليزية)
- كريستيان برنارد على موقع إن إن دي بي (الإنجليزية)
- كريستيان برنارد على موقع كينوبويسك (الروسية)
- Christiaan Barnard: his first transplants and their impact on concepts of death نسخة محفوظة 1 أغسطس 2013 at Archive.is
- To Transplant and Beyond : First Human Heart Transplant
- In Memoriam : Christiaan Neethling Barnard
- 40th anniversary of first human heart transplant
- Official Heart Transplant Museum - Heart Of Cape Town